# Haus Altenberg

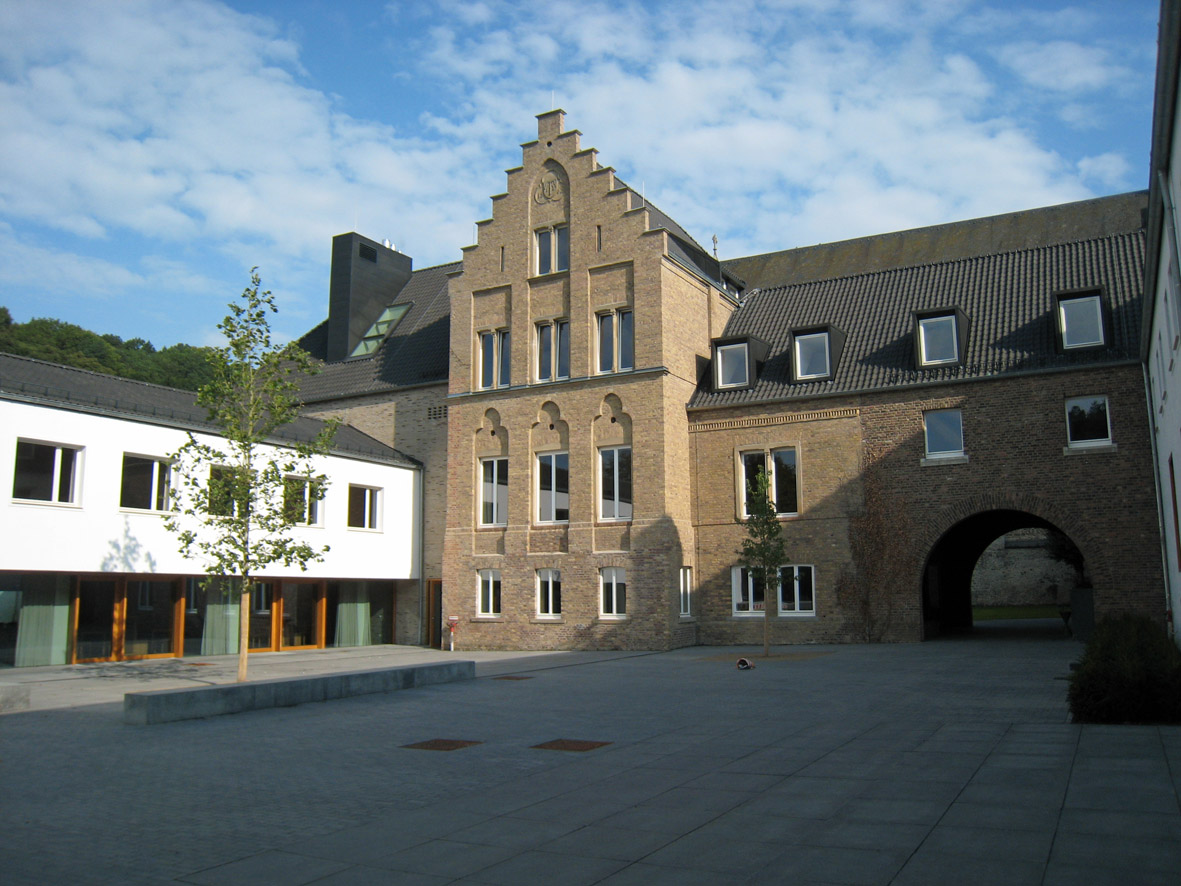
Haus Altenberg nach dem Umbau 2017

Haus Altenberg ist eine Jugendbildungsstätte des Erzbistums Köln in Altenberg bei Köln, Gemeinde Odenthal (Rheinisch-Bergischer Kreis), Ludwig-Wolker-Straße 12, auf dem Gelände der früheren Zisterzienserabtei Altenberg. Von 1926 bis 1954 war es mit kriegsbedingten Unterbrechungen das Zentrum der katholischen Jugendbewegung in Deutschland. Träger ist heute der Jugendbildungsstätte Haus Altenberg e. V., Eigentümer ist das Erzbistum Köln.

## Entwicklung und Aufgabe

### Gründung und Bau
Die 1133 gegründete Zisterzienserabtei Altenberg war 1803 säkularisiert worden, die Gebäude, die unmittelbar südlich an den Altenberger Dom anschlossen, wurden verkauft und dienten als Chemiefabrik. 1815 wurden sie bei einer Explosion schwer geschädigt und verfielen. Im 19. Jahrhundert wurden auf dem Gelände verschiedene neue Gebäude errichtet, unter anderem 1863 durch das Erzbistum Köln ein Pfarrhaus, die „Erzbischöfliche Villa“.

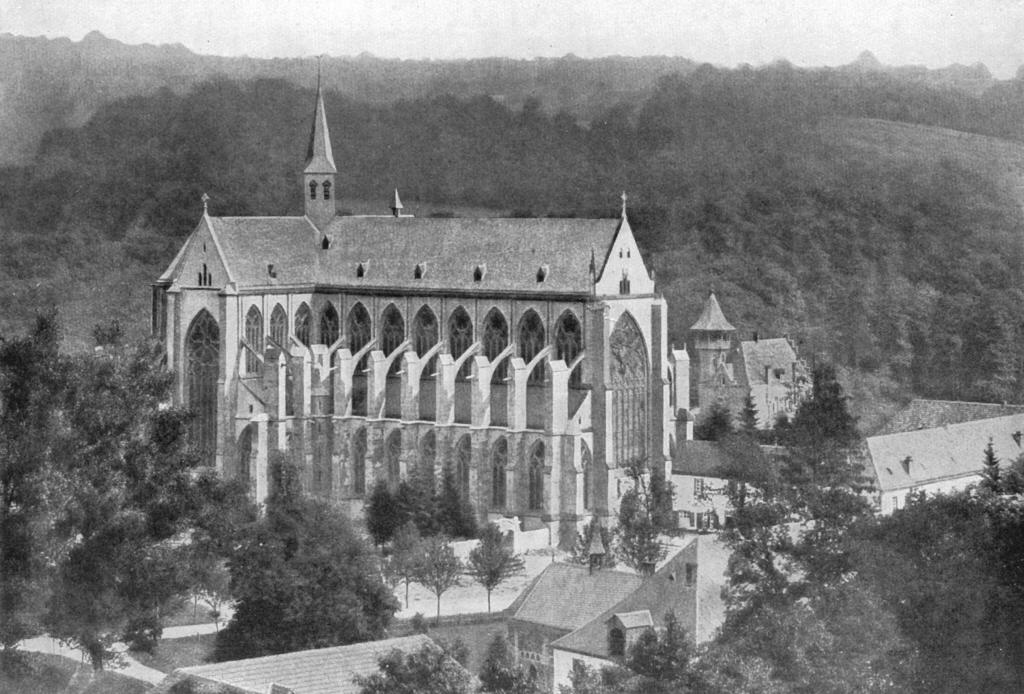
Der Altenberger Dom mit dem rechts anschließenden Haus Altenberg (1925)

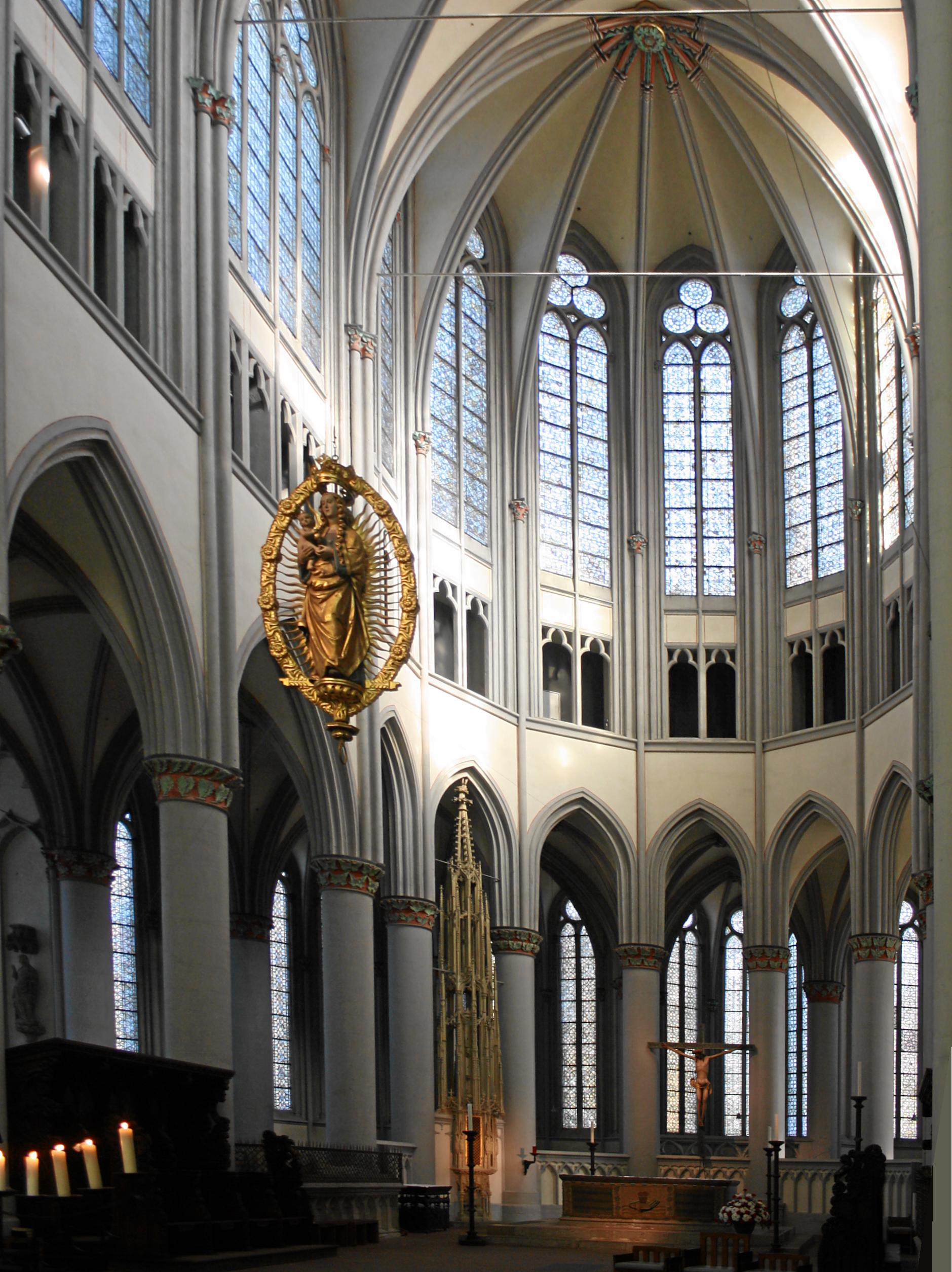
Die „Altenberger Madonna“ im Dom

1922 pachtete der Generalpräses des Katholischen Jungmännerverbandes, Carl Mosterts, das Gelände und die Aufbauten, um ein Erholungs- und Ferienheim für aus dem Ersten Weltkrieg heimgekehrte junge Männer zu gründen. Wenige Tage nach Unterzeichnung des Mietvertrages brach in dem als Hotel genutzten ehemaligen „Konversenflügel“ neben dem Haupteingang des Domes ein Brand aus, der große Teile des Gebäudes vernichtete. Eine „Werkschar“ von Ehrenamtlichen ging an den Wiederaufbau. Die Bauten waren in Grundriss und Form den früheren Abteigebäuden nachempfunden. In den abschnittsweise fertiggestellten Räumen trafen sich bald Jungengruppen zur Erholung und zur Fortbildung. Der Neu- und Umbau von Haus Altenberg wurde 1933 abgeschlossen.
Carl Mosterts starb bereits 1926. Sein Nachfolger Ludwig Wolker entwickelte Haus Altenberg zur „Reichsführerschule“ des katholischen Jungmännerverbands, die Jugendvereinsführung und Jugendseelsorge verknüpfte. Der benachbarte Altenberger Dom wurde in diese geistliche Jugendarbeit intensiv mit einbezogen. Ludwig Wolker bezeichnete sich selbst gern als „Rufer von Altenberg“, die von ihm konzipierten Grundlagen kirchlicher Jugendarbeit und Jugendseelsorge als „Pastorale Altenbergense“. Die Madonna von Altenberg im Dom erklärte er zur „Königin des Bundes“.
Ab 1934 mussten die katholischen Jugendverbände zunehmend Beschränkungen ihrer äußeren Tätigkeit durch das Nazi-Regime hinnehmen. Ab dem 23. Juli 1935 war ihnen durch Polizeiverordnung, zunächst in Preußen, dann im gesamten Deutschen Reich praktisch jede Betätigung außer der rein religiösen verboten. Es erwies sich als notwendig, neue organisatorische Formen der Jugendarbeit zu finden. Der Akzent lag auf religiösen Feierstunden, Kundgebungen, Lichterprozessionen und Wallfahrten. Altenberg war in dieser Zeit häufig das Ziel großer Jugendwallfahrten, die zur Madonna im „Jugenddom“ kamen. Das 1935 von Georg Thurmair gedichtete und 1936 von Adolf Lohmann vertonte Marienlied Nun, Brüder, sind wir frohgemut wurde zum „Altenberger Wallfahrtslied“.
Haus Altenberg wurde zwölf Mal von Polizei und Gestapo besetzt und 1942 endgültig beschlagnahmt. Dort sollte ein Schulungszentrum der Hitlerjugend untergebracht werden, doch musste es die HJ bald dem ausgebombten Kölner Altenheim Riehler Heimstätten zur Verfügung stellen.

### Nach dem Zweiten Weltkrieg
Nach dem Krieg versuchte Ludwig Wolker sofort wieder, die verbandliche Arbeit neu zu organisieren. 1946 gründete er den „Verlag Haus Altenberg“, der in der Rechtsform einer GmbH bis heute jugendpädagogische Schriften herausgibt. Der Kölner Kardinal Frings berief Wolker 1948 zum Rektor von Haus Altenberg und zum Leiter der neu gegründeten Bischöflichen Hauptstelle für Jugendseelsorge mit Sitz in Altenberg. Auch der 1947 gegründete Dachverband Bund der Deutschen Katholischen Jugend (BDKJ) hatte seinen Sitz anfangs in Haus Altenberg. Wolker begründete 1948 das „Altenberger Singewerk“. Der Christophorus-Verlag brachte in dieser Reihe zunächst 1948 das „Altenberger Singebuch“ heraus, ein „Grundliederbuch“, das gemäß Wolkers Vorwort „den Jungen und Mädchen aus allen Schichten und Stämmen, Gruppen und Bünden ein Stammgut von Liedern schenkt, das sie alle singend verbinden soll“.
1954 wurden die Bischöfliche Hauptstelle und die BDKJ-Zentrale in das wiederhergestellte Jugendhaus Düsseldorf verlegt, ebenfalls die Verlag Haus Altenberg GmbH. Haus Altenberg ist seitdem Jugendbildungsstätte des Erzbistums Köln, doch finden auch weiterhin überdiözesane Konferenzen und Fortbildungen dort statt, ebenso diözesane Großveranstaltungen wie Ministrantentage.
Seit 1950 besteht mit Unterbrechungen die Altenberger Licht genannte Lichtstafette des Friedens, die jährlich am 1. Mai in Altenberg beginnt. In den 1970er- und 1980er-Jahren nahm Rektor Winfried Pilz die mönchische Tradition des Ora et labora (Bete und arbeite) für die Jugendarbeit auf und lud zu Ora-et-labora-Wochen nach Altenberg ein. Pilz’ Lied Laudato si trat Pfingsten 1975 von hier seinen Siegeszug an.
Ab 1976 wurden unter Leitung von Paul Georg Hopmann verschiedene Umbauten und Erweiterungen durchgeführt. An der Stelle des mittelalterlichen Ostflügels der Abtei mit dem Kapitelsaal und dem Schlafsaal der Mönche wurde ein Flügel errichtet, der neben Gästezimmern und der Rezeption auch einen „Kapitelsaal“ genannten Konferenzsaal enthält. Aus der Klosterzeit stammt heute nur noch die ehemalige „Kellerei“. Der Gebäudeteil direkt neben dem Eingang zum Altenberger Dom wird von der Buchhandlung „Altenberger Domladen“ genutzt.
Auf dem Gelände von Altenberg bewirtschaftet die Jugendbildungsstätte Haus Altenberg auch einige weitere Gebäude: An der Dhünn finden im Haus Morimond Ausstellungen und Vorträge statt; es handelt sich dabei um einen Flügel des barocken Küchenhofs. Zu Haus Altenberg gehören auch das Alte Brauhaus und die südlich gelegene barocke Orangerie, die zuletzt als Wohnung für den Domorganisten diente. Im Alten Brauhaus wird demnächst das Edith-Stein-Exerzitienhaus des Erzbistums Köln einziehen, das bis 2014 in der früheren Benediktinerabtei in Siegburg untergebracht war; es wird ab 2016 für diese Nutzung umgebaut.

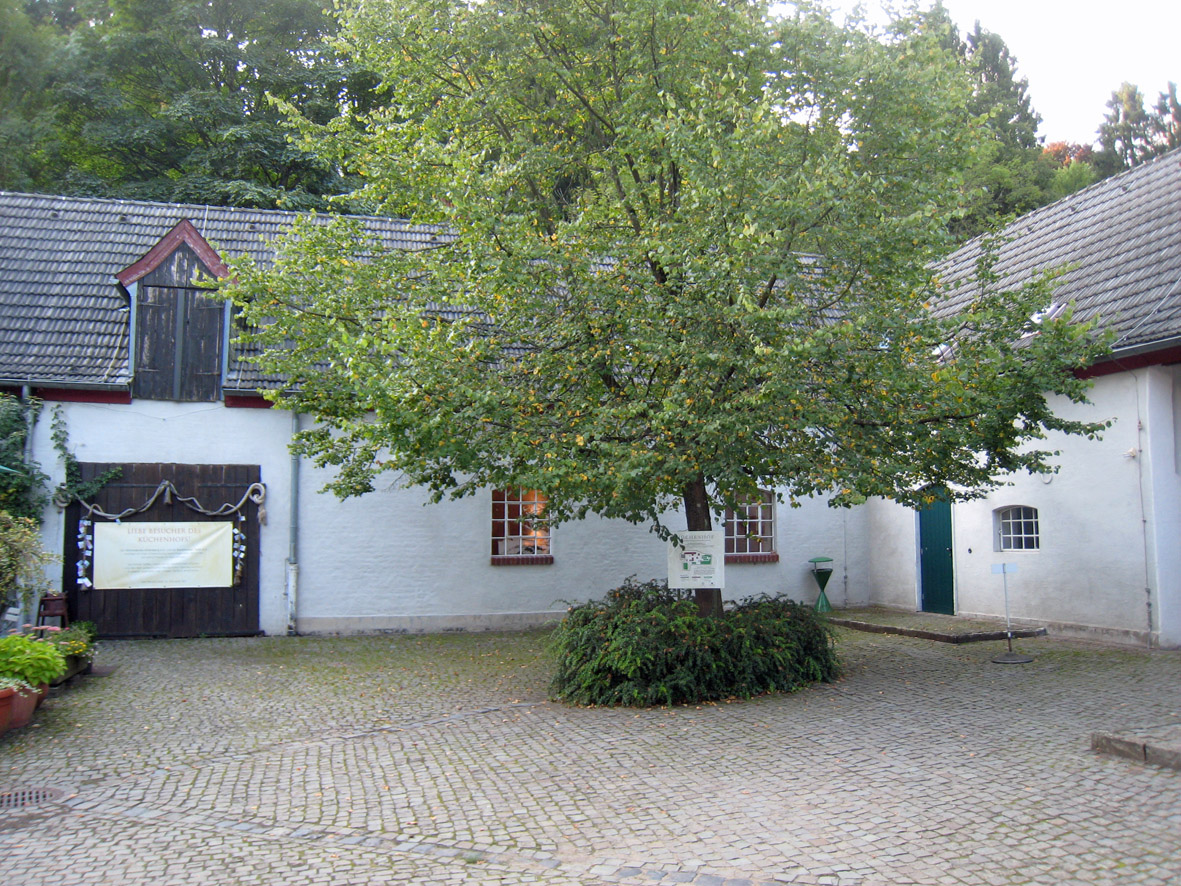
Haus Morimond 2017
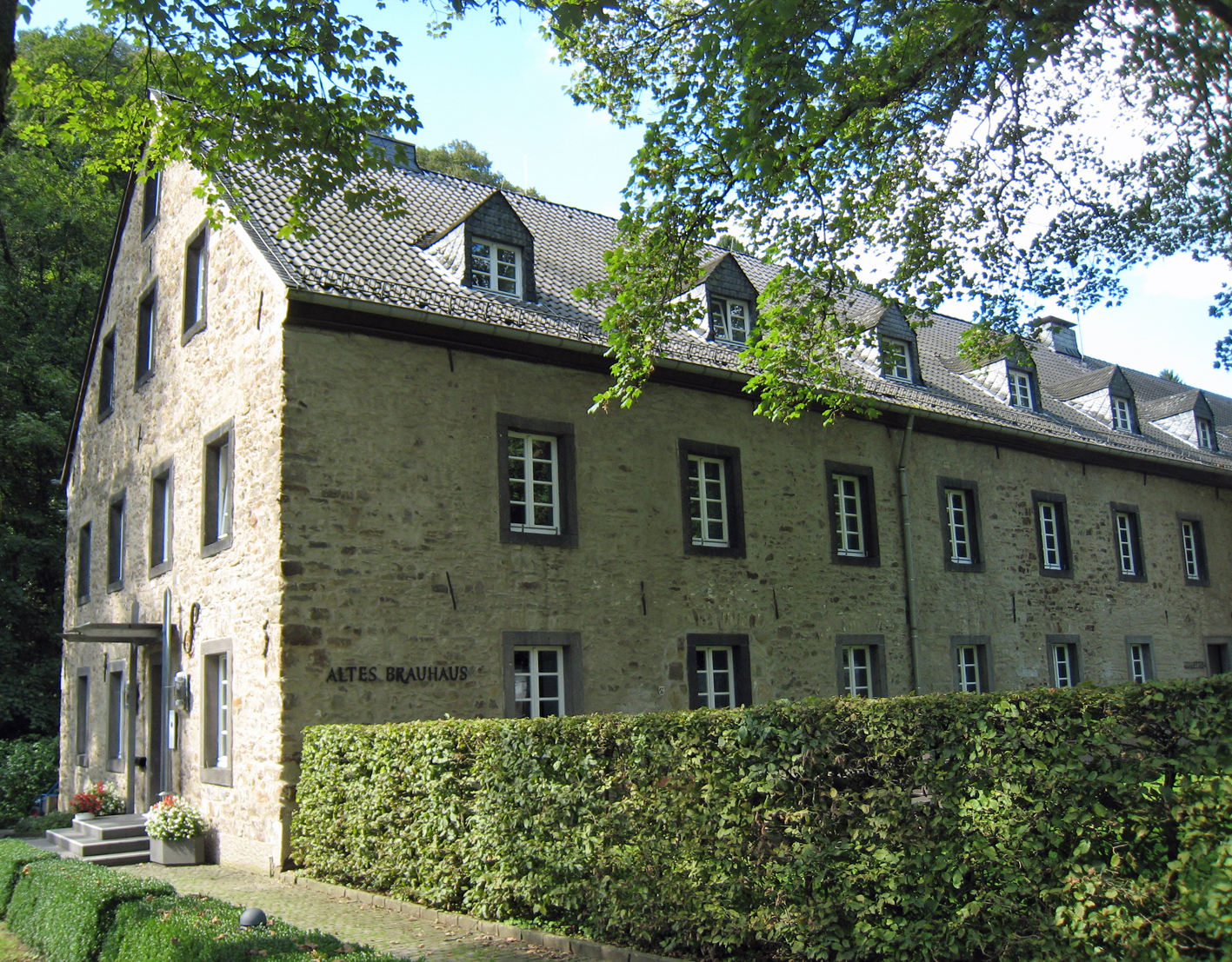
Altes Brauhaus 2014
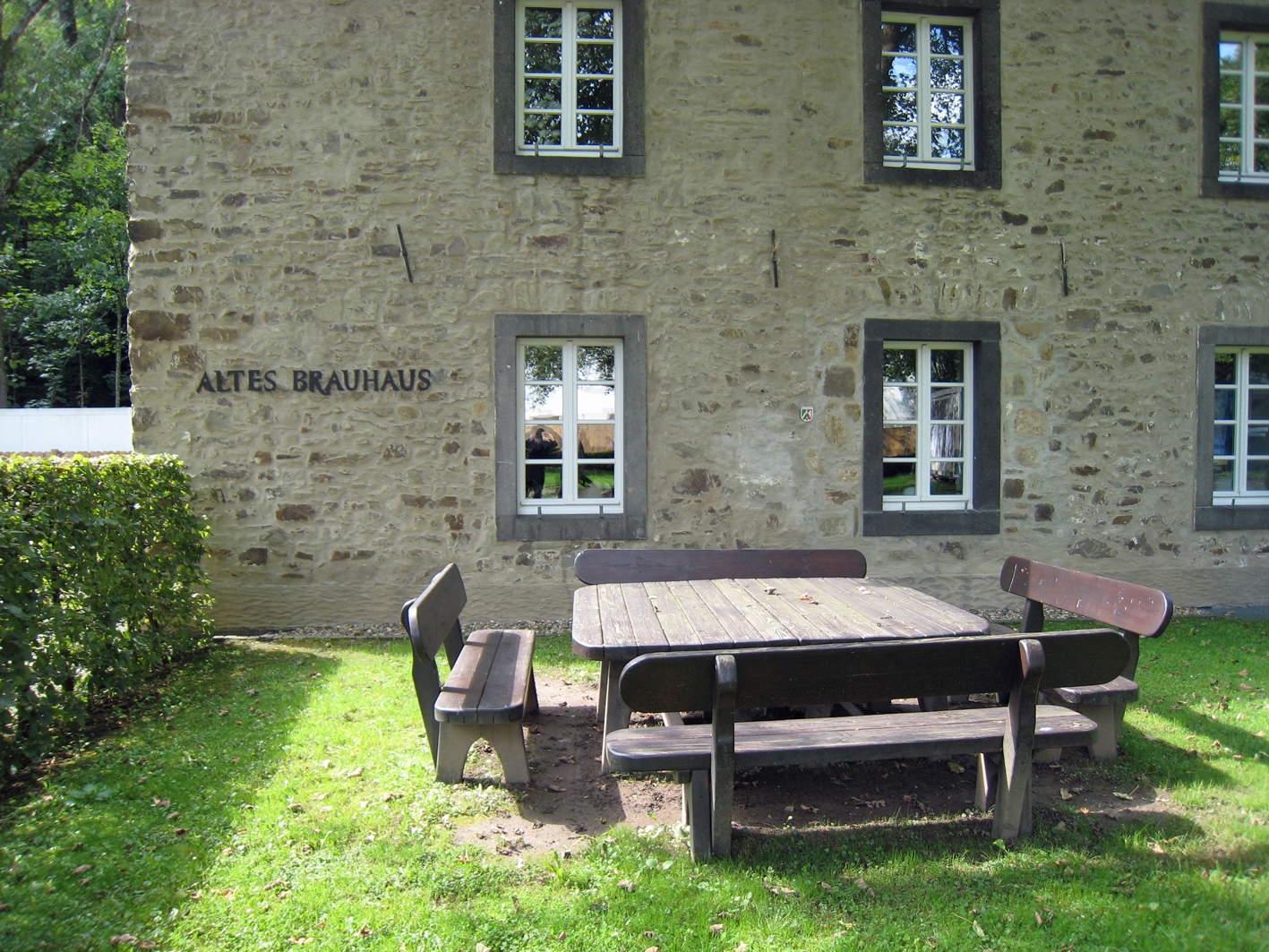
Altes Brauhaus 2014
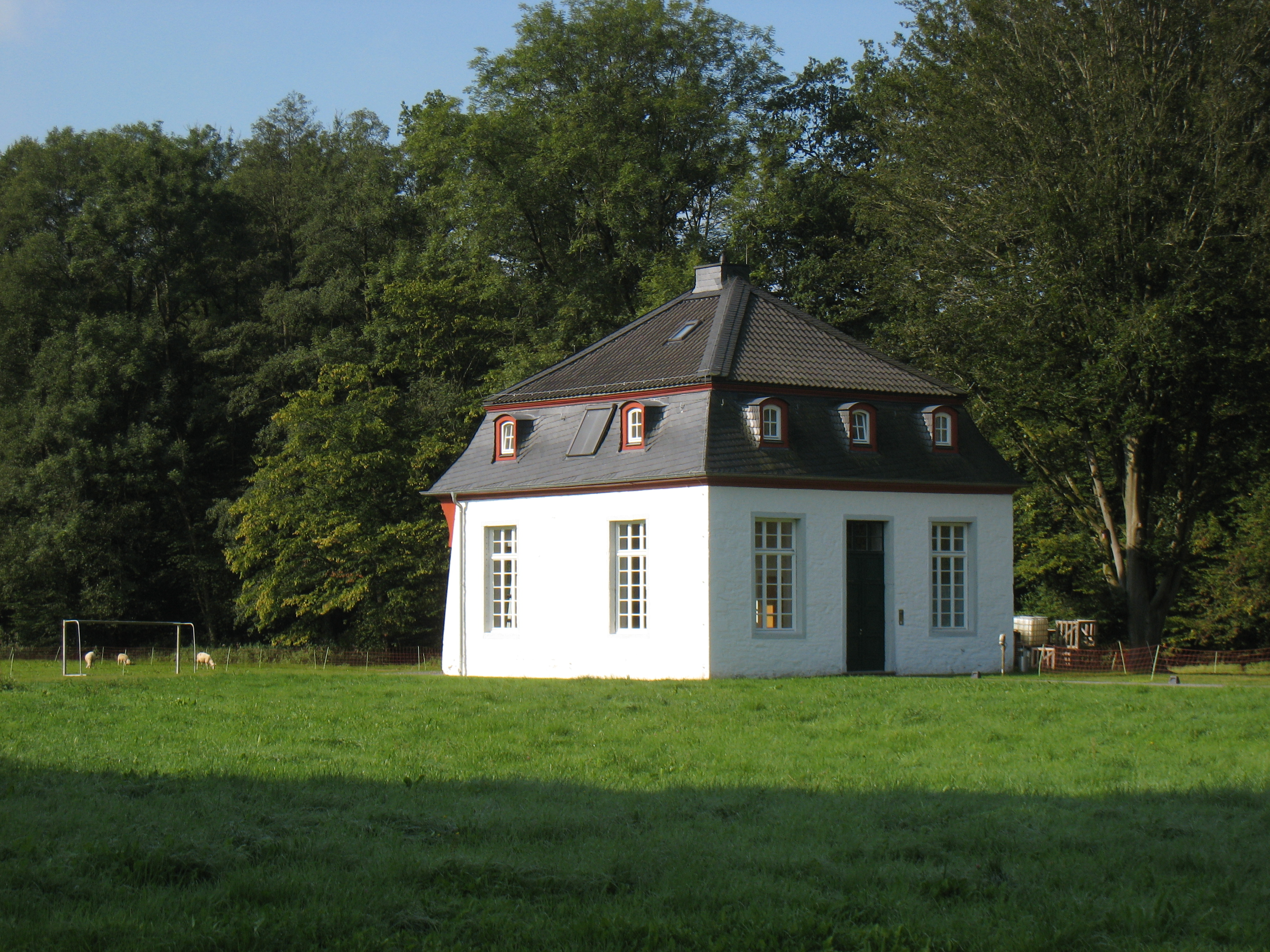
Die Orangerie 2017

### Neustrukturierung, Erweiterung und Sanierung (2013–2017)
Um den erhöhten Anforderungen des Brandschutzes gerecht zu werden, entschloss sich das Erzbistum Köln zu einer umfassenden Sanierung und Neustrukturierung des Gebäudeensembles, die 2013 begann. Ziel der Maßnahmen war, sowohl das Angebot an Seminarräumen der Jugendbildungsstätte zu vergrößern und betriebsinterne Abläufe zu optimieren als auch bei dieser Gelegenheit eine grundsätzliche architektonische Neustrukturierung vorzunehmen. 
Durch den Abbruch einiger Baukörper und die Platzierung von Neubauten konnte zusammen mit den Bestandsbauten eine neue Struktur etabliert werden. Dabei wurde der Haupteingang an die Westfassade verlegt, wo er sich bis in die 1930er-Jahre sich befunden hatte. Von außen sind die Veränderungen durch einen hellen zweigeschossigen Neubau an der Südwestecke und eine Erweiterung des Gebäudeteils an der Südfassade deutlich ablesbar. In den Innenhöfen zum Altenberger Dom wurde ein Neubau realisiert, der in der Spur der historischen Vorgängerbauten liegt. Damit werden die historischen Proportionen der Anlage wiederhergestellt. Im Vorfeld und teilweise auch noch während der Bauarbeiten fanden umfangreiche archäologische Grabungen und Bauforschungen statt.
Für die Entwurfs-, Genehmigungs- und Ausführungsplanung war das Kölner Architekturbüro gernot schulz : architektur GmbH verantwortlich, ebenso für die künstlerischen Oberbauleitung. Die Ausschreibung, Vergabe und örtliche Bauleitung lag beim Ingenieurbüro H&P Bauingenieure GmbH & Co. KG.
Das Projekt wurde 2017 mit den Kölner Architekturpreis ausgezeichnet. Beim DAM Preis für Architektur in Deutschland 2018 wurde das Projekt in die Shortlist aufgenommen und im Jahrbuch 2018 veröffentlicht.
Haus Altenberg wurde am 14. August 2016 wieder eröffnet und von Kardinal Rainer Maria Woelki gesegnet. Die Jugendbildungsstätte nahm ab September 2016 stufenweise ihren Betrieb wieder auf und bietet jetzt 220 Übernachtungsplätze. Sie verfügt über eine Hauskapelle (Christkönigskapelle) für 70 bis 120 Personen mit Pfeifenorgel und einen neugestalteten Speisesaal mit jetzt 180 Plätzen. Die Baumaßnahme erfolgte in enger Abstimmung mit der Denkmalpflege, das Erzbistum Köln investierte als Bauherr 41 Millionen Euro in die Sanierung. Bei der Weihe des Altars in der Christkönigskapelle am 28. April 2017 wurde eine Reliquie des seligen Gezelinus von Schlebusch, der nach der Legende ein Laienbruder der Abtei Altenberg war, in den Altar eingemauert.
Die nachfolgenden Bilder zeigen Haus Altenberg nach den Umbauarbeiten im Jahr 2017.

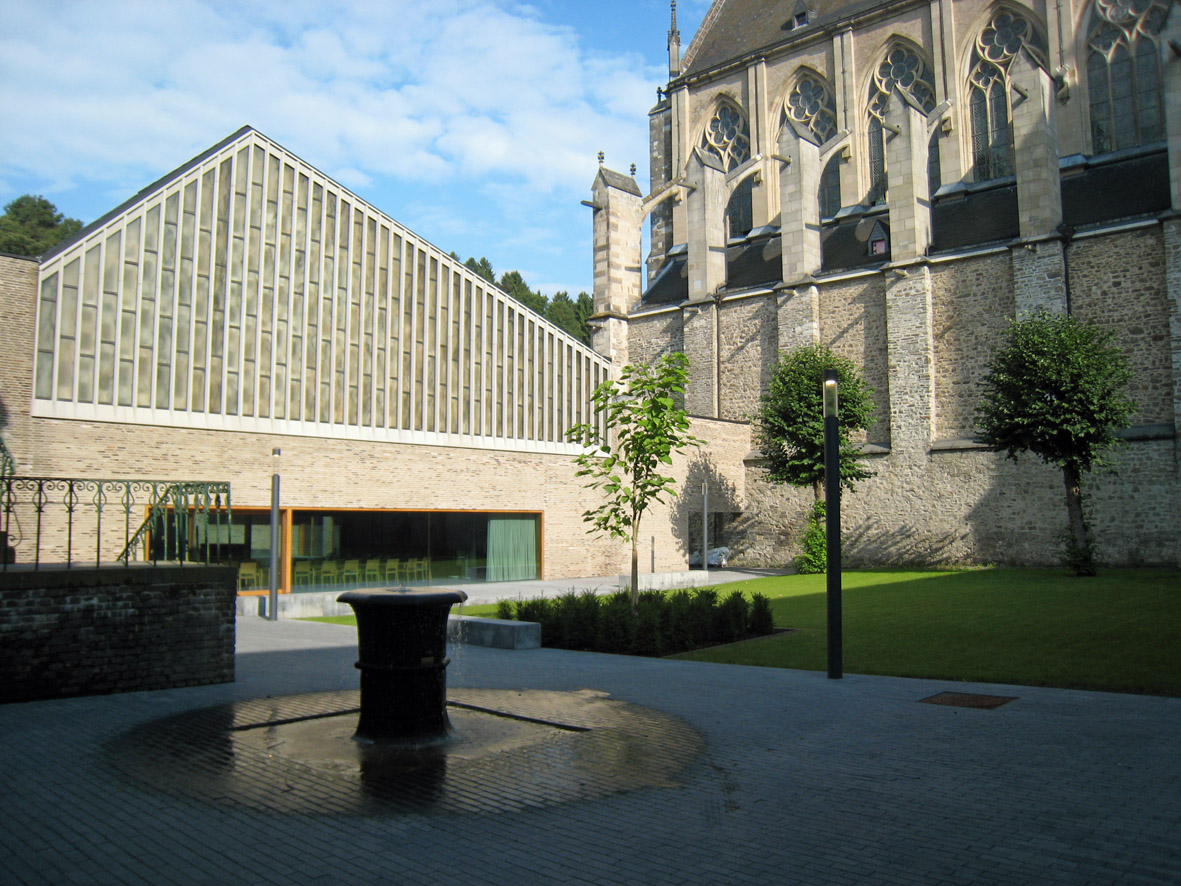
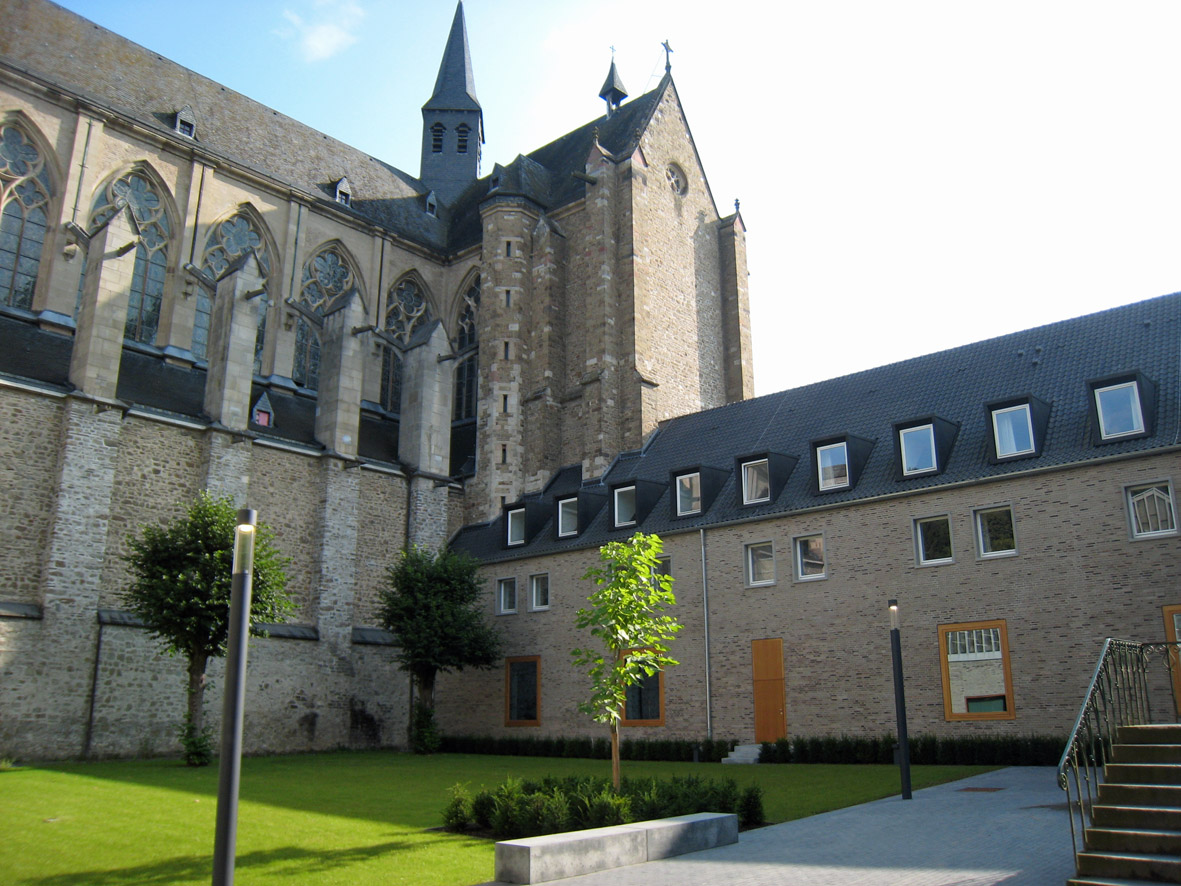
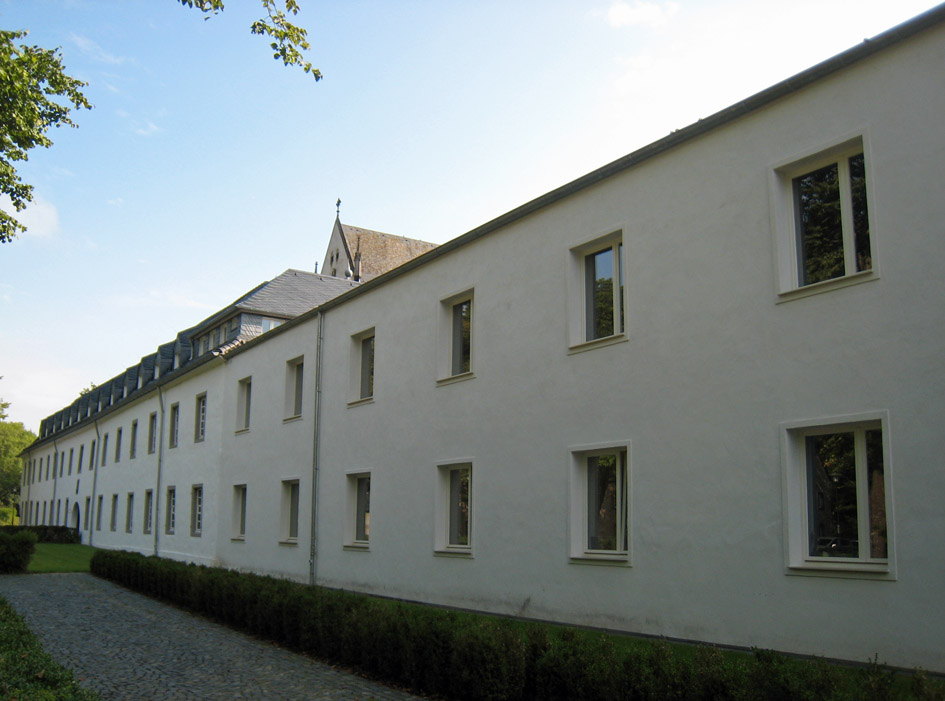
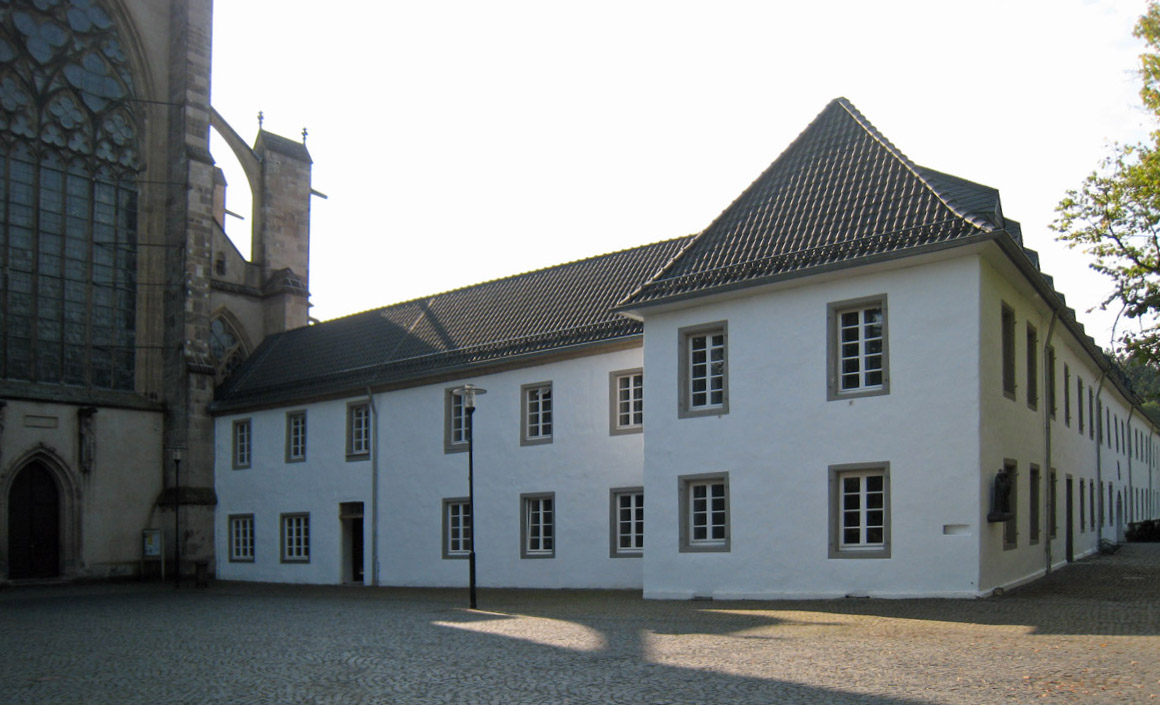

## Rektoren von Haus Altenberg
- Alois Reiermann (um 1940)
- Ludwig Wolker (ca. 1948–1953)
- Peter Nettekoven (1954–1958)
- N.N.
- Josef Metternich (1961–1972)
- Winfried Pilz (1972–1990)
- Rolf Steinhäuser (1990–1996)
- Ulrich Hennes (1996–2006)
- Mike Kolb (2006–2016)
- Tobias Schwaderlapp (ab 1. März 2017)